# 南島原市立加津佐東小学校
南島原市立加津佐東小学校（みなみしまばらしりつ かづさひがししょうがっこう、Minamishimabara City Kazusa Higashi Elementary School）は、かつて長崎県南島原市加津佐町にあった公立小学校。
2014年（平成26年）3月末に南島原市加津佐地区の小学校2校と統合されて閉校した。校舎・校地は新設の南島原市立加津佐小学校に継承されている。

## 概要
歴史
1874年（明治7年）創立の「水月小学校」と「宮原小学校」を前身とする。1976年（昭和51年）にそれぞれの後身である「加津佐町立加津佐小学校」および「加津佐町立宮原小学校」が統合され、「加津佐町立加津佐東小学校」となった。2006年（平成18年）の市町村合併により南島原市立となる。公立小学校規模適正化により2014年（平成26年）3月末に南島原市加津佐地区の小学校3校（加津佐東・津波見・山口）が統合されて南島原市立加津佐小学校が新設された。
校章
校名の「東小」を図案化している。
校区
南島原市加津佐町の本岩戸、岩戸町、堀川町、東岩戸町、酢の木、町原、道原、樫山、蓮岳、六田、東上町、西上町、入船町、大和町、愛宕町、本仲町、本町、汐見町、東下方、浜　町、西浜町、今浜町、東浜町、西宮町、宮ノ町、東宮町、女島町、境町、八ノ久保、北ヶ峰、内野、立木、伊場、栄原、出水、崎谷、路木。
中学校区は南島原市立加津佐中学校。

## 沿革
前史（旧・加津佐町立加津佐小学校）
- 1874年（明治7年）- 「第六区下等水月小学校」が創立。
- 1884年（明治17年）4月1日 - 「加津佐学区中等水月小学校」に改称。
- 1885年（明治18年）3月 - 下等山口小学校と下等宮原小学校を統合し、それぞれ山口分校・宮原分校とする。
- 1886年（明治19年）4月1日 - 小学校令の施行により、「尋常水月小学校」に改称。修業年限を4年とする。
  - 宮原分校と山口分校が統合され、簡易宮原小学校（修業年限3年）となる。
  - 南串山村に（長崎県）第六高等小学校が設置される。南高来郡6村[1]の児童を対象とする。
- 1889年（明治22年）4月1日 - 町村制の施行により、加津佐村立の小学校となる。第六高等小学校が口之津村玉峰寺に移転。
- 1890年（明治23年）11月 - 山口分校を再設置。
- 1893年（明治26年）4月1日 - 「加津佐尋常小学校」に改称。山口分校が分離し、「山口尋常小学校」として独立。
  - 第六高等小学校廃止され、口之津加津佐南有馬三ヶ村連合高等小学校が口之津村に設置される。
- 1898年（明治31年）- 水月名宮ノ脇に校舎を新築して移転。
- 1899年（明治32年）4月 - 野田郷辻に分教場（辻分教場）を開設[2]。
- 1900年（明治33年）
  - 水月名船江に分教場を設置。
  - 口之津加津佐両村連合口加[3]高等小学校が口之津村境川に設置される。
- 1906年（明治39年）10月 - 加津佐実業補習学校を併設。
- 1907年（明治40年）4月1日 - 小学校令の改正により義務教育年限が4年から6年に延長されたため、尋常科5年を新設。
  - 辻分教場が分離し、野田尋常小学校として独立。
- 1908年（明治41年）4月1日 - 尋常科6年を新設。船江分教場を廃止し、水月名下方に分教場を設置。
- 1909年（明治42年）- 下方分教場を廃止。
- 1927年（昭和2年）3月 - 水月名古新田に移転。
- 1928年（昭和3年）
  - 1月1日 - 加津佐町の発足（町制施行）により、加津佐町立の小学校となる。
  - 4月1日 - 口加高等小学校の廃止に伴い、高等科を併設し「加津佐尋常高等小学校」に改称（尋常科6年・高等科2年）。
- 1941年（昭和16年）4月1日 - 国民学校令の施行により、「加津佐町加津佐国民学校」に改称。尋常科が初等科に改められる（初等科6年・高等科2年）。
- 1947年（昭和22年）4月1日 - 学制改革（六・三制の実施）が行われる。
  - 国民学校初等科が改組され、「加津佐町立加津佐小学校」が発足。
  - 国民学校高等科および青年学校普通科が改組され、加津佐町立加津佐中学校（新制中学校）が併設される。
- 1976年（昭和51年）3月31日 - 加津佐町立宮原小学校との統合により閉校。校地・校舎は新設の加津佐町立加津佐東小学校に継承される。

前史（旧・加津佐町立宮原小学校）

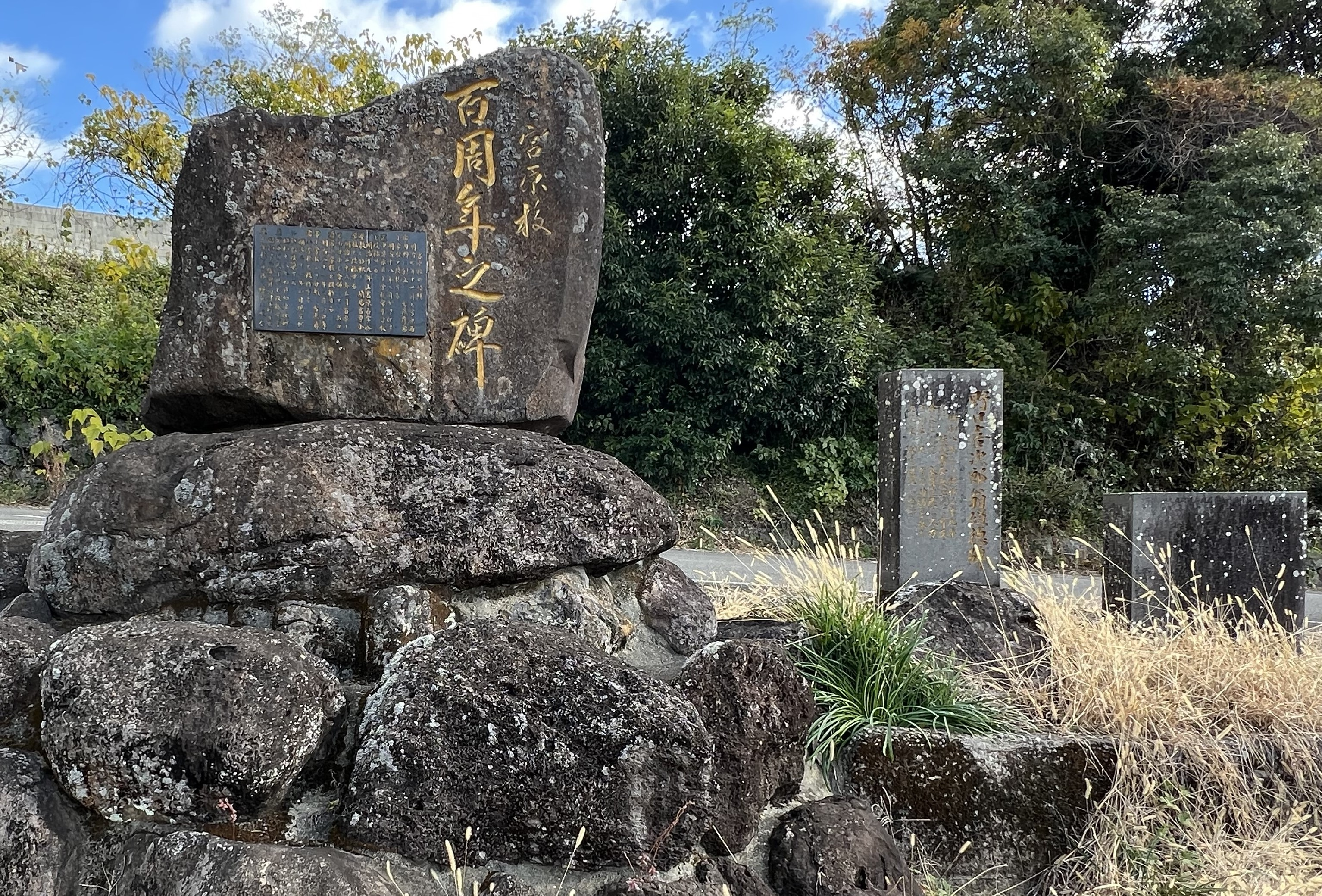
旧・宮原小学校跡

- 1874年（明治7年）11月 - 「下等宮原小学校」が創立される。
- 1885年（明治18年）3月 - 中等水月小学校に統合され、「中等水月小学校宮原分校」となる。
- 1886年（明治19年）9月 - 中等水月小学校の分校2校（宮原分校と山口分校）が統合され、「簡易宮原小学校」となる。
- 1893年（明治26年）4月 - 尋常水月小学校から分離し「宮原尋常小学校」として独立。
- 1898年（明治31年）- 宮原名立木に移転。
- 1941年（昭和16年）4月1日 - 国民学校令の施行により、「加津佐町宮原国民学校」に改称。尋常科が初等科に改められる。
- 1947年（昭和22年）4月1日 - 学制改革（六・三制の実施）により、「加津佐町立宮原小学校」が発足。
- 1976年（昭和51年）3月31日 - 加津佐町立加津佐小学校との統合により閉校。
  - 閉校後木造校舎はしばらくの間「宮原地区公民館」として使用された後、老朽化により解体された。跡地には創立百周年記念碑が残されている。

正史
- 1976年（昭和51年）4月1日 - 加津佐町立加津佐小学校および加津佐町立宮原小学校の2校が統合され、「加津佐町立加津佐東小学校」が新設される。
  - 旧・加津佐小学校の校舎・校地が継承される。
- 1977年（昭和52年）- 体育館が完成。
- 2006年（平成18年）3月31日 - 南島原市の発足に伴い、「南島原市立加津佐東小学校」に改称。
- 2014年（平成26年）
  - 3月31日 - 統合により閉校。
  - 4月1日 - 新設の「南島原市立加津佐小学校」に校舎・校地が継承される。

## 交通アクセス
最寄りのバス停
- 島鉄バス 「加津佐学校前」バス停

最寄りの道路
- 国道251号
- 長崎県道130号加津佐停車場山口線

## 周辺
- 南島原市立加津佐中学校
- 南島原市立加津佐図書館
- 愛宕保育園
- 若木保育園

## 参考資料
- 南島原市立加津佐東小学校からのお知らせ